# رقص چائو

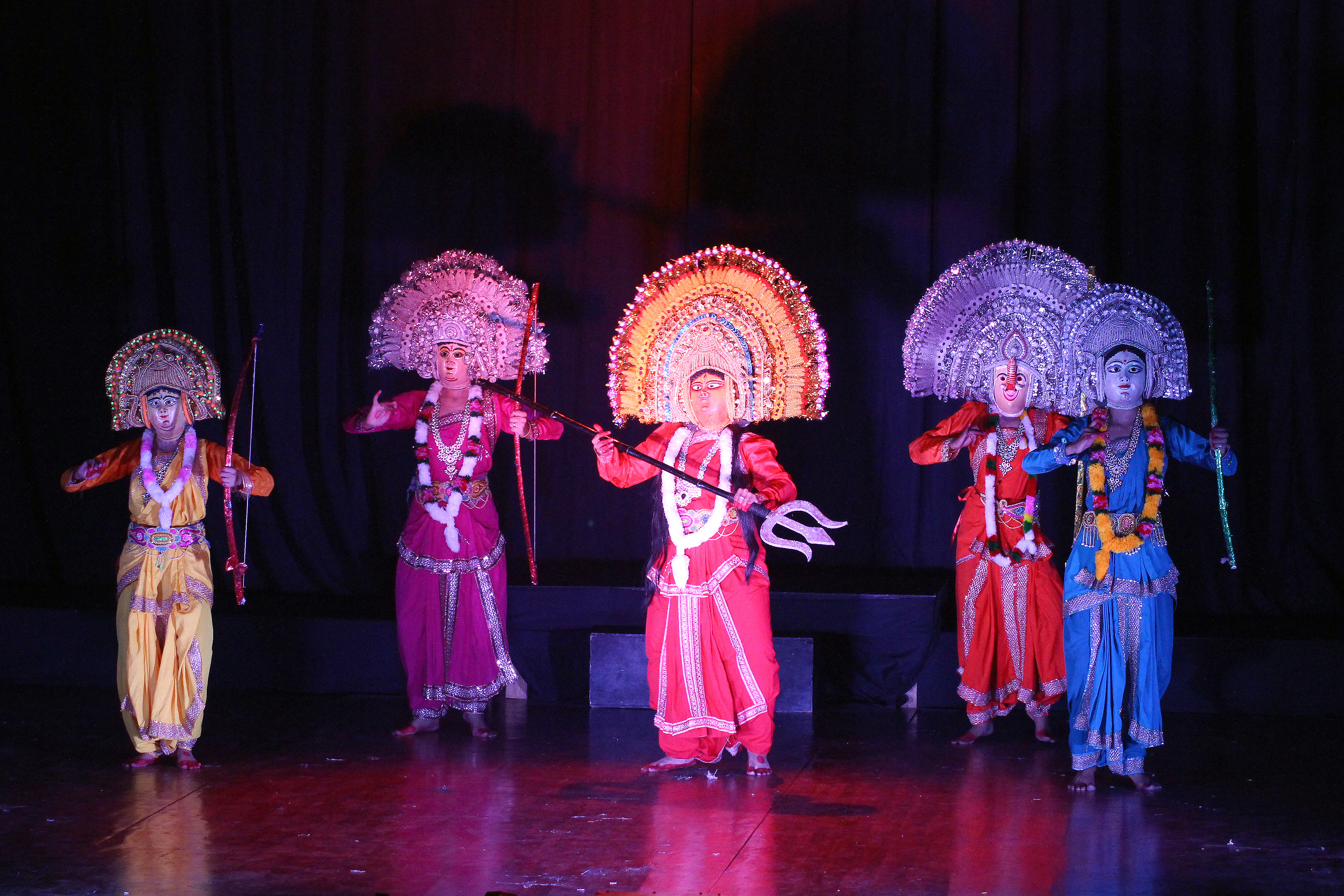
اجرای رقص چائو

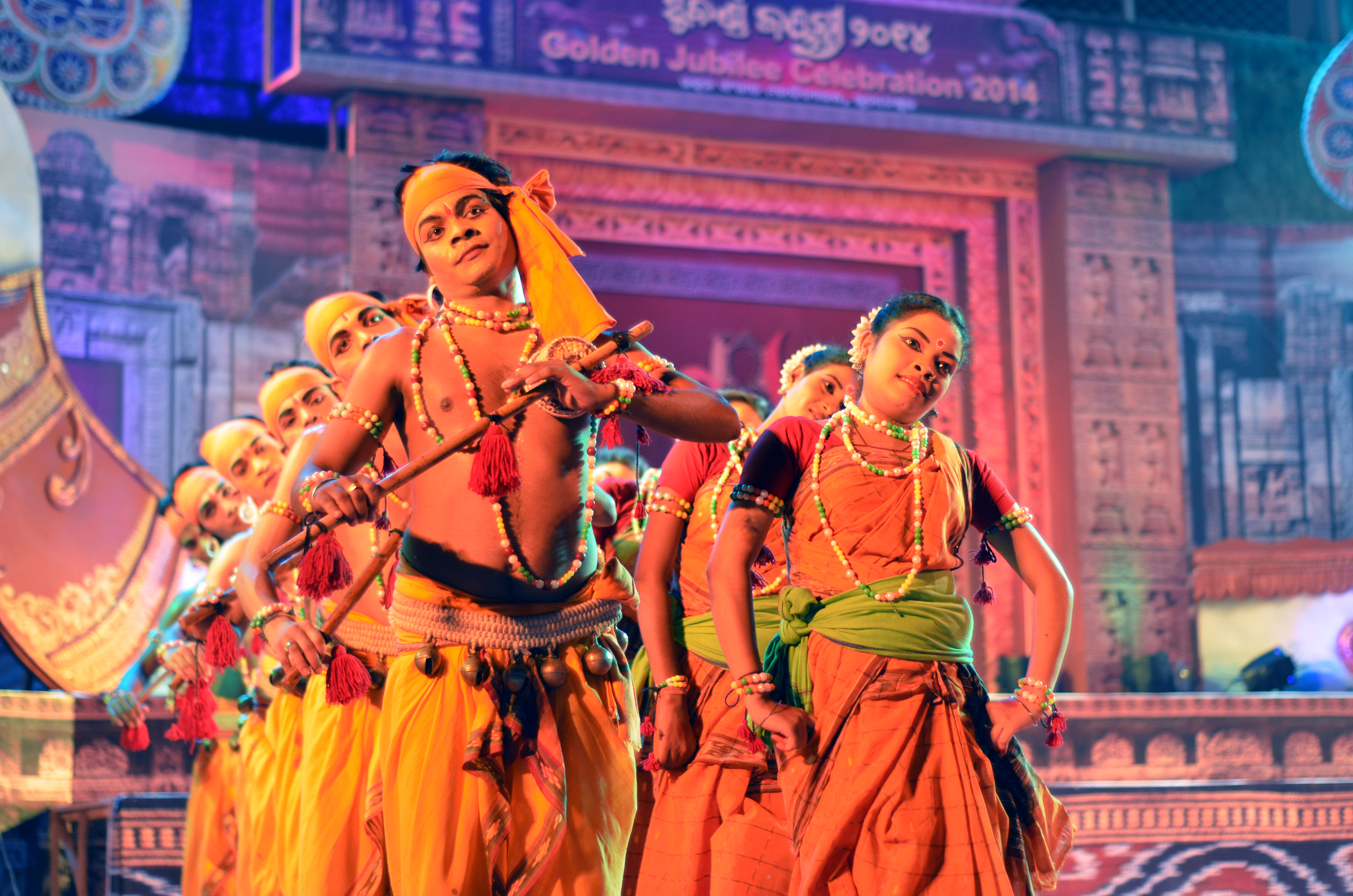
هنرمندان چاو مایوربانج که موضوعی مرتبط با ویشنوپرستی را در بهبنیسور، اودیشا اجرا می‌کنند.

رقص چائو (هندی: छऊ नृत्य) رقصی نیمه‌کلاسیک هندی با سنت‌های رزمی و فولکلور است. این رقص از سه سبک تشکیل شده است که به نام مکان‌هایی که در آن اجرا می‌شوند شناخته می‌شوند، یعنی چاو پورولیا از بنگال غربی، چاو سراکلا از جارکند و چاو مایوربانج از اودیشا.
این رقص از جشن گرفتن هنرهای رزمی، حرکات آکروباتیک و حرکات ورزشی در قالب‌های جشنواره‌ای یک رقص فولکلور تا یک رقص ساختاریافته با موضوعات مذهبی مرتبط با شیواپرستی، شاکتی‌پرستی و ویشنوپرستی متغیر است. لباس‌ها بین سبک‌ها متفاوت است، به طوری که در سبک‌های پورولیا و سراکلا از ماسک‌ها برای شناسایی شخصیت استفاده می‌شود. داستان‌هایی که توسط رقصندگان چاو اجرا می‌شوند شامل داستان‌هایی از حماسه‌های هندو رامایانا و مهاباراتا، پوراناها و دیگر ادبیات هند است.
این رقص به‌طور سنتی توسط گروه‌های تماماً مردانه اجرا می‌شود، به ویژه در بهار هر سال جشن گرفته می‌شود و ممکن است یک فرم ترکیبی از رقص‌های کلاسیک هندو و سنت‌های قبایل باستانی منطقه باشد. این رقص مردم با پیشینه‌های مختلف اجتماعی و اقتصادی را در یک روحیه جشنواره‌ای و مذهبی گرد هم می‌آورد.

## ریشه‌شناسی
رقص چاو از مناطق شرق هند سرچشمه گرفته است. ممکن است از زبان سانسکریت Chāya (سایه، تصویر یا ماسک) گرفته شده باشد. برخی دیگر آن را به ریشه سانسکریت Chadma (مبدل) مرتبط می‌دانند، و برخی دیگر مانند سیتاکانت مهاپاترا پیشنهاد می‌دهند که از Chhauni (اردوگاه نظامی، زره، مخفی‌کاری) در زبان اودیا گرفته شده است.

## ویژگی‌های رقص چاو
رقص چاو عمدتاً در جشنواره‌های مناطق جارکند، بنگال غربی و اودیشا اجرا می‌شود، به ویژه در جشن بهاری چایترا پاروا که کل جامعه در آن شرکت می‌کند. رقص چاو پورولیا در طول جشنواره خورشید برگزار می‌شود.
ماسک‌ها بخشی جدایی‌ناپذیر از رقص چاو در سبک‌های پورولیا و سراکلا هستند. دانش رقص، موسیقی و ماسک‌سازی به صورت شفاهی منتقل می‌شود. رقص چاو که در شمال اودیشا یافت می‌شود، در طول اجرا از ماسک استفاده نمی‌کند، اما زمانی که هنرمندان برای معرفی به مخاطبان روی صحنه می‌روند، از ماسک استفاده می‌کنند.
دو سبک رقص چاو که از ماسک استفاده می‌کنند، درون خود ترکیبی از رقص و تمرین‌های رزمی را دارند که شامل تکنیک‌های نبرد ساختگی (khel)، گام‌های سبک‌سازی شده پرندگان و حیوانات (chalis و topkas) و حرکاتی بر اساس کارهای روزمره خانه‌دارهای روستایی (uflis) است. این فرم از رقص چاو، به گفته موهان خوکار، هیچ معنای آیینی یا تشریفاتی ندارد و شکلی از جشن و سرگرمی جامعه است.
این رقص توسط مردان، شب‌هنگام در فضایی باز، به نام آخدا یا اسار اجرا می‌شود. رقص به صورت ریتمیک و همراه با موسیقی فولکلور سنتی اجرا می‌شود که با نی‌های mohuri و شهنا نواخته می‌شود. مجموعه موسیقی با انواع مختلف طبل همراه است که شامل دهل (طبل استوانه‌ای)، dhumsa (طبل بزرگ کتری‌شکل) و kharka یا chad-chadi است. موضوعات این رقص شامل افسانه‌های محلی، فولکلور و قسمت‌هایی از رامایانا و مهاباراتا و دیگر موضوعات انتزاعی است.
پیشینه‌های رقص چاو (به ویژه سبک پورولیا) تنها شامل پایکا و ناتوآ نیست، بلکه رقص ناچنی نیز نقش مهمی در شکل‌دادن به هویت کنونی چاو داشته است. رقص چاو حرکات و گام‌های زنانه را تقریباً به‌طور انحصاری از رقص ناچنی وام گرفته است.
عناصر زنانه در رقص چهو جنبه‌های «لاسیابهاوا» از ناتیا شاسترا را معرفی کردند که ظرافت، جذابیت و زیبایی را به این سبک اضافه کردند، درحالی‌که حرکات مردانه و قدرت‌مند این رقص به سبک «تاندوا» شیوا نسبت داده می‌شود.
تفسیرهای متفاوتی برای «تاندوا» و «لاسیابهاوا» وجود دارد. تعاریف ارائه‌شده از این دو مفهوم در بالا، رایج‌ترین تعاریف پذیرفته‌شده هستند. بوز در تحلیل خود از رقص در متون سانسکریت، به‌طور انتقادی به بحث رابطه بین «لاسیابهاوا» و «تاندوا» پرداخته است. برای اطلاعات بیشتر به اثر مانداکرانتا بوز مراجعه کنید.

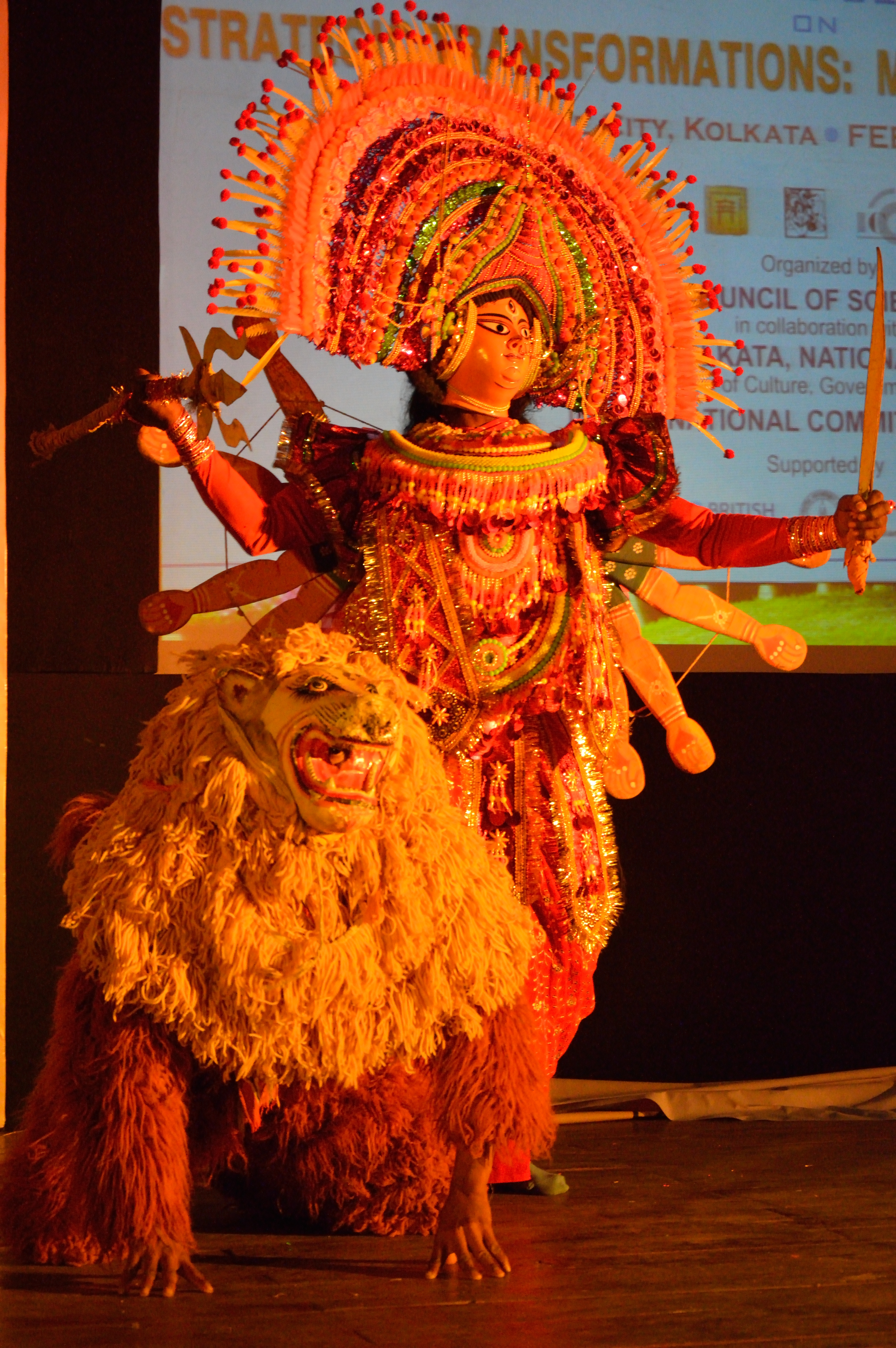
لباس با موضوع شاکتی‌پرستی برای رقص چاو (دورگا با شیر، سبک چاو پورولیا).
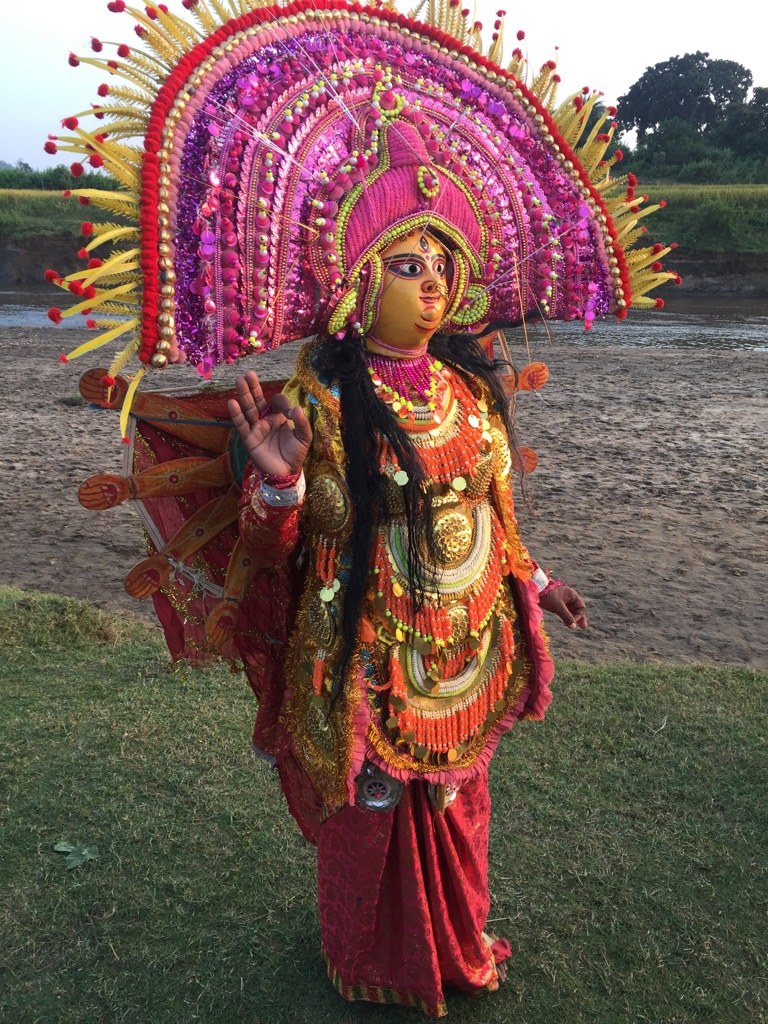
یک رقصنده چاو در بگموندی، بنگال غربی در نقش الهه دورگا.
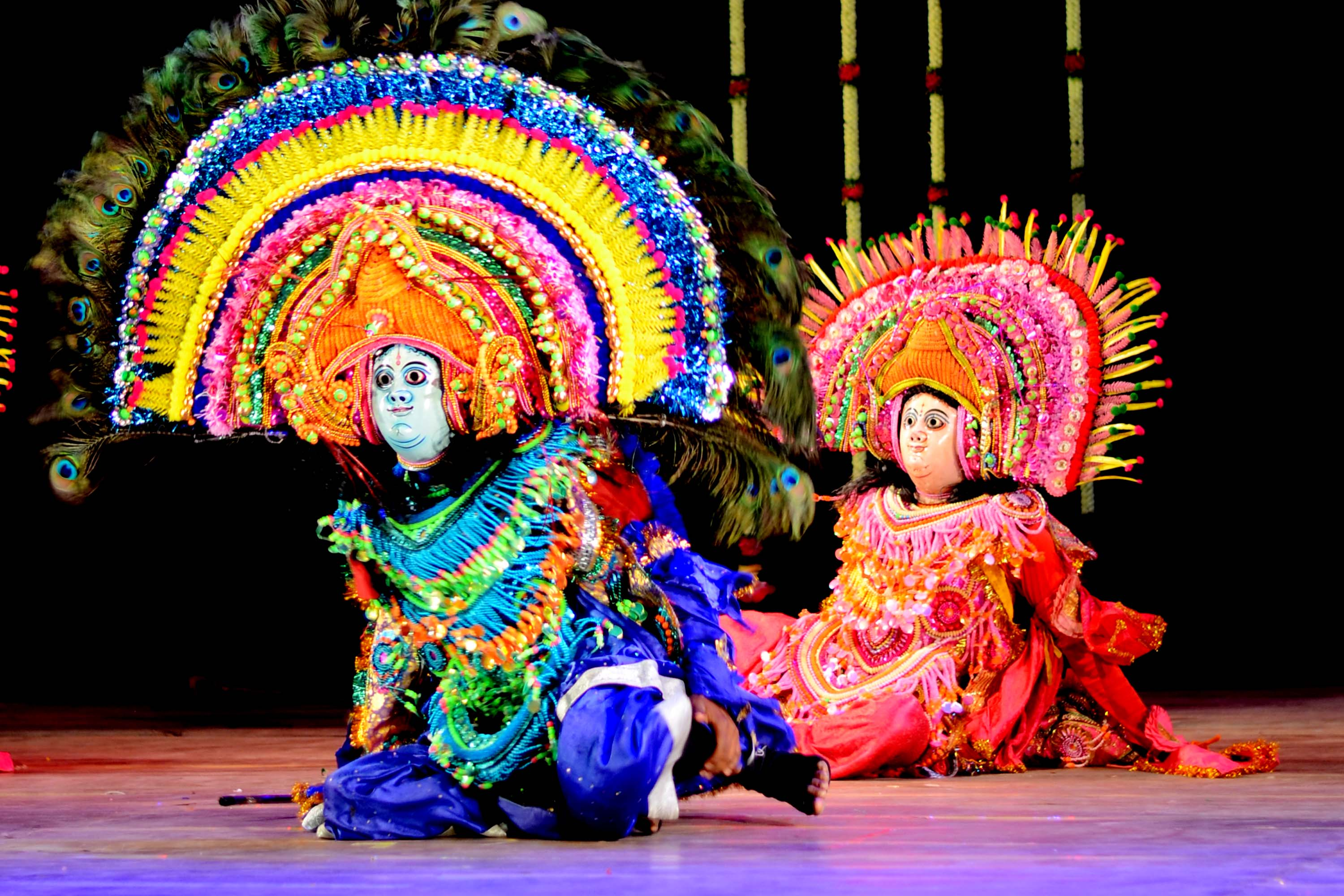
هنرمندان منطقه پورولیا در بنگال غربی در حال اجرای رقص چاو

## ثبت جهانی
در سال ۲۰۱۰، رقص چهو در فهرست میراث فرهنگی ناملموس یونسکو ثبت شد.
دولت محلی اودیسا در سال ۱۹۶۰ مرکز دولتی رقص چهو را در «سرایکلا» و در سال ۱۹۶۲ «مایوربهانج چهو نریتیا پْراتیستان» را در باریپادا تأسیس کرد. این نهادها آموزش‌هایی با مشارکت استادان محلی، هنرمندان، حامیان و نمایندگان مؤسسات چهو ارائه می‌دهند و اجراها را حمایت مالی می‌کنند. جشنواره «چایترا پاروا»، که برای رقص چهو اهمیت زیادی دارد، نیز توسط دولت ایالتی حمایت مالی می‌شود. آکادمی سانگیت ناتاک یک مرکز ملی برای رقص چهو در باریپادا، اودیشا تأسیس کرده است.